# 巴拉克鎮區 (阿肯色州傑佛遜縣)
巴拉克鎮區（英語：Barraque Township）是位於美國阿肯色州傑佛遜縣的一個行政鎮區。

## 地方資料
巴拉克鎮區的面積為84.04平方千米，當中陸地面積為79.39平方千米，而水域面積為4.65平方千米。根據2010年美國人口普查的數據，當地共有人口2432人，而人口密度為每平方千米28.94人。